# 尼康D60
尼康D60是尼康公司一款1,020萬像素的入門級數碼單鏡反光相機，於2008年2月推出市面，並且擁有多重除塵系統。

## 規格
- 感光元件使用CCD，有效像素為1020萬像素，最大的解像度是3872 X 2592。
- 對焦系統使用尼康Multi-CAM350自動對焦模組，支援AF-S、AF-C、AF-A、M對焦模式。
- 支援三種曝光模式，光圈先決（A）、快門先決（S）、手動曝光（M）。
- 快門速度為1/4000至30秒，每秒3幅連拍，支援B快門，感光度支援範圍由ISO 100至ISO 1600，並能在增幅模式下達到ISO 3200。
- 2.5吋（230,000像素）低溫多晶矽TFTLCD，可調節亮度，經眼睛感應器自動關閉。
- 使用Secure Digital規格之記憶卡，支援高容量的SDHC格式。
- 使用尼康專用的EN-EL9鋰電池。
- 不包括電池、記憶卡及相機蓋機身重量為495克，體積為126x94x64公釐。